# ESPN Extreme Games
ESPN Extreme Games, también conocido como 1Xtreme, es un videojuego de carreras desarrollado por Sony Interactive Studios America y publicado por Sony Computer Entertainment. Fue lanzado para la consola PlayStation el 9 de septiembre de 1995, como uno de los videojuegos de lanzamiento de la consola en la región de América del Norte. Una versión fue lanzada para el sistema operativo MS-DOS poco tiempo después. El videojuego contaba con todos los deportes incluidos en los Summer X-Games de 1995, pero no incluía eventos como el medio-tubo en skateboarding. El videojuego fue seguido por dos secuelas, 2Xtreme y 3Xtreme.
El videojuego fue rebautizado como 1Xtreme cuando se lanzó como un título de Greatest Hits, ya que la licencia de ESPN había expirado. El logotipo de ESPN y el nombre de la empresa se eliminaron del título, y el contenido del videojuego que hace referencia a ESPN también se eliminó.

## Descripción
El videojuego presenta varios deportes diferentes, incluyendo patín sobre ruedas, luge de calle y ciclismo de montaña. Las pistas comienzan en un extremo de una ciudad, y el progreso es a lo largo de una trayectoria lineal a otro punto de la ciudad. Los jugadores oponentes pueden patear y golpear a los oponentes al mismo tiempo que tratan de obtener dinero en efectivo, con el fin de lograr el primer lugar. Las pistas se encuentran en varias partes del mundo, incluyendo Taho y San Francisco.

## Recepción
Aproximadamente un año después del lanzamiento del videojuego, Electronic Gaming Monthly informó de que ESPN Extreme Games fue el videojuego de PlayStation publicado por Sony más vendido en el mundo.
Al reseñar la versión para PlayStation, Air Hendrix de GamePro dijo que ESPN Extreme Games «no supera los límites de los gráficos de 32 bits y la jugabilidad, pero te lleva a un viaje emocionante». Explicó que el videojuego sufre de desplazamiento "rocoso" y gráficos demasiado pixelados y tiene pocas pistas en comparación con el videojuego similar Road Rash, pero los detalles en los gráficos "mantienen la acción realista" y la carrera es lo suficientemente intensa. La revista Maximum le dio cuatro de cinco estrellas, y comentó que «ser capaz de patear a cualquiera que se atreva a pasar por su lado (especialmente las bicicletas de carreras) lo convierte en una experiencia totalmente gratificante». También elogiaron el mapeo de texturas y los detalles gráficos, aunque criticaron la poca cantidad de pistas y dijeron que el videojuego no está a la altura de Ridge Racer o Wipeout, ambos ya lanzados para PlayStation. Una breve reseña en Next Generation mencionó que "no estaba mal" y obtuvo tres de cinco estrellas.